# Vallée de Nepra
Nepra Vallis
Pour les articles homonymes, voir Nepra.
La vallée de Nepra (désignation internationale : Nepra Vallis) est une vallée située sur Vénus dans le quadrangle de Sappho Patera. Elle a été nommée en référence à Nepra (déesse), déesse slavo-orientale du Dniepr.